# Franklin Medal

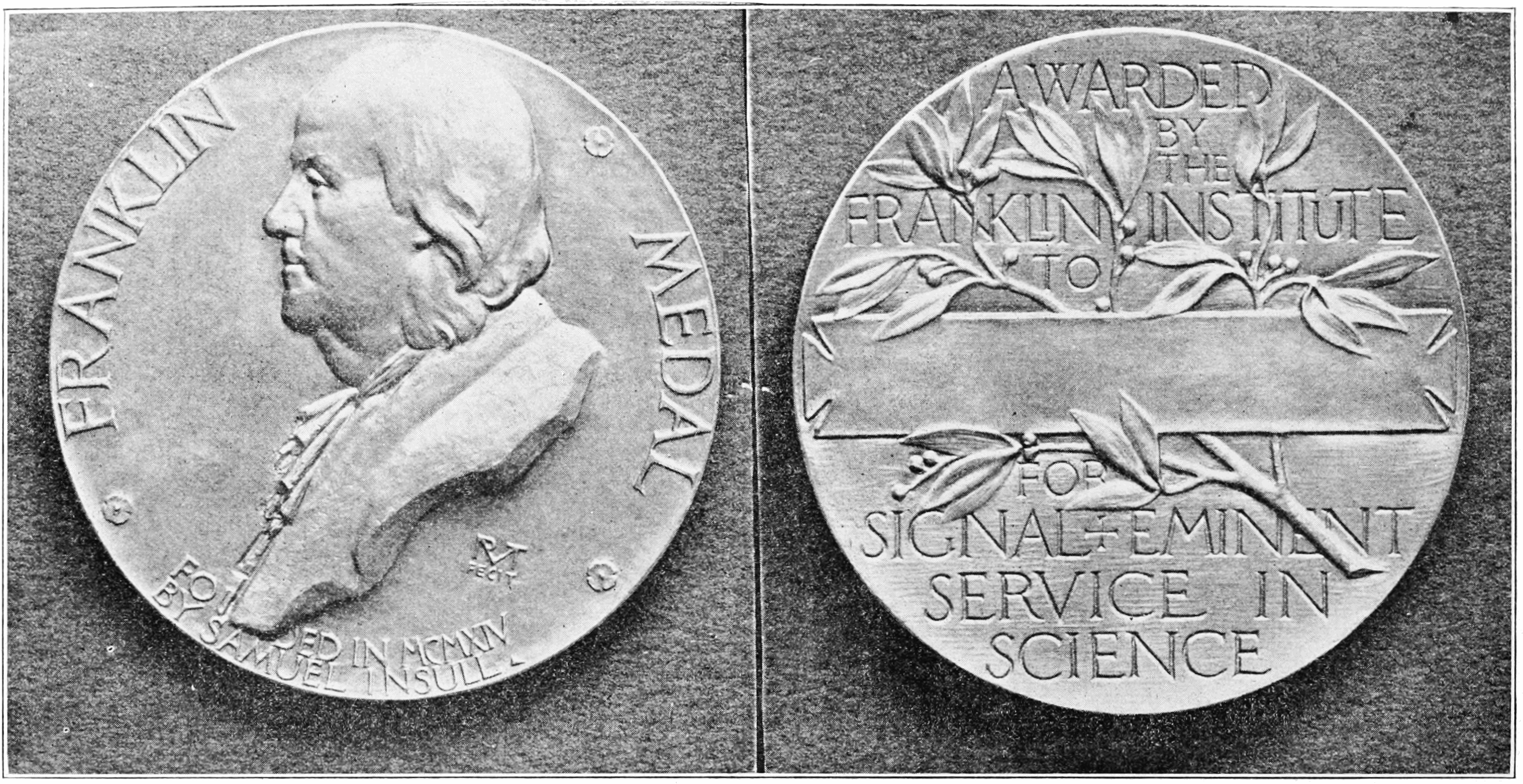
Voor- en achterzijde Franklin Medal

De Franklin Medal was een Amerikaanse wetenschaps- en techniekprijs uitgereikt door het Franklin Institute in Philadelphia (Pennsylvania). De prijs is ter ere van de Amerikaans wetenschapper en politicus Benjamin Franklin.
Al sinds de oprichting in 1824 had het Franklin Institute een traditie ingesteld van wetenschapsprijzen toe te kennen.  Deze prijzen zijn de langste, ononderbroken reeks van toegekende wetenschappelijke erkenningen en technologieprijzen in de Verenigde Staten en een van de oudste wereldwijd. De eerste editie van het tijdschrift, de Journal of The Franklin Institute, uit januari 1826, biedt de eerste geschreven referentie naar deze prijzen. 
Doorheen de eeuwen zijn wel verschillende prijzen toegekend. Voor 1998 werden de volgende prijzen toegekend (tussen haakjes het jaar van de eerste laureaat): de Elliott Cresson Medal (1875), de Edward Longstreth Medal (1890), de Howard N. Potts Medal (1911), de George R. Henderson Medal (1924), de Louis E. Levy Medal (1924), de John Price Wetherill Medal (1926), de Frank P. Brown Medal (door FI: 1941), de Stuart Ballantine Medal (1947) en de Albert A. Michelson Medal (1968). Tot de winnaars behoren Henry Ford, Frank Lloyd Wright, Marie Curie en Thomas Edison.
In bovenstaande reeks hoort dus ook de Franklin Medal, die werd uitgereikt vanaf 1915. Vanaf 1998 is de prijs (en de andere bovenvermelde prijzen) opgevolgd door de Benjamin Franklin Medal.

## Lijst van winnaars

### Van 1915 tot 1920
- 1915 - Heike Kamerlingh Onnes (Physics) en Thomas Alva Edison (Engineering)
- 1916 - Theodore William Richards (Chemistry) en John Joseph Carty (Engineering)
- 1917 - Hendrik Antoon Lorentz (Physics) en David Watson Taylor (Engineering)
- 1918 - Thomas Corwin Mendenhall (Physics) en Guglielmo Marconi (Engineering)
- 1919 - James Dewar (Physics) en George Owen Squier (Engineering)
- 1920 - Svante August Arrhenius (Chemistry) en Charles A. Parsons (Engineering)

### Van 1921 tot 1930
- 1921 - Charles Fabry (Physics) en Frank Julian Sprague (Engineering)
- 1922 - Joseph John Thomson (Physics) en Ralph Modjeski (Engineering)
- 1923 - Albert A. Michelson (Physics) en Gustave-Auguste Ferrié (Engineering)
- 1924 - Ernest Rutherford (Chemistry) en Edward Weston (Engineering)
- 1925 - Pieter Zeeman (Physics) en Elihu Thomson (Engineering)
- 1926 - Niels Bohr (Physics) en Samuel Rea (Engineering)
- 1927 - George Ellery Hale (Physics) en Max Planck (Physics)
- 1928 - Walther Nernst (Chemistry) en Charles F. Brush (Engineering)
- 1929 - Charles Thomson Rees Wilson (Physics) en Emile Berliner (Engineering)
- 1930 - William Henry Bragg (Physics) en John Frank Stevens (Engineering)

### Van 1931 tot 1940
- 1931 - James Hopwood Jeans (Physics) en Willis Rodney Whitney (Engineering)
- 1932 - Philipp Lenard (Physics) en Ambrose Swasey (Engineering)
- 1933 - Paul Sabatier (Chemistry) en Orville Wright (Engineering)
- 1934 - Irving Langmuir (Chemistry) en Henry Norris Russell (Physics)
- 1935 - Albert Einstein (Physics) en John Ambrose Fleming (Engineering)
- 1936 - Frank Baldwin Jewett (Engineering) en Charles Franklin Kettering (Engineering)
- 1937 - Peter Debye (Chemistry) en Robert Andrews Millikan (Physics)
- 1938 - Charles August Kraus (Chemistry) en William Frederick Durand (Engineering)
- 1939 - Edwin Hubble (Physics) en Albert Sauveur (Engineering)
- 1940 - Arthur Holly Compton (Physics) en Leo Hendrik Baekeland (Engineering)

### Van 1941 tot 1950
- 1941 - Chandrasekhara Venkata Raman (Physics) en Edwin Armstrong (Engineering)
- 1942 - Jerome Clarke Hunsaker (Engineering) en Paul Dyer Merica (Engineering)
- 1943 - Harold Clayton Urey (Physics) en George Washington Pierce (Engineering)
- 1944 - Peter Kapitza (Physics) en William David Coolidge (Engineering)
- 1945 - Harlow Shapley (Physics)
- 1946 - Henry Clapp Sherman (Life Science) en Henry Thomas Tizard (Engineering)
- 1947 - Enrico Fermi (Physics) en Robert Robinson (Chemistry)
- 1948 - Wendell Meredith Stanley (Life Science) en Theodore von Kármán (Engineering)
- 1949 - Theodor Svedberg (Life Science)
- 1950 - Eugene Paul Wigner (Physics)

### Van 1951 tot 1960
- 1951 - James Chadwick (Physics)
- 1952 - Wolfgang Pauli (Physics)
- 1953 - William Francis Gibbs (Engineering)
- 1954 - Charles Edward Kenneth Mees (Engineering)
- 1955 - Arne Tiselius (Life Science)
- 1956 - Frank Whittle (Engineering)
- 1957 - Hugh Stott Taylor (Chemistry)
- 1958 - Donald Wills Douglas (Engineering)
- 1959 - Hans Albrecht Bethe (Physics)
- 1960 - Roger Adams (Engineering)

### Van 1961 tot 1970
- 1961 - Detlev Bronk (Life Science)
- 1962 - Geoffrey Ingram Taylor (Life Science)
- 1963 - Glenn Seaborg (Physics)
- 1964 - Gregory Breit (Physics)
- 1965 - Frederick Seitz (Engineering)
- 1966 - Britton Chance (Life Science)
- 1967 - Murray Gell-Mann (Physics)
- 1968 - Marshall Warren Nirenberg (Life Science)
- 1969 - John Archibald Wheeler (Physics)
- 1970 - Wolfgang K.H. Panofsky (Physics)

### Van 1971 tot 1980
- 1971 - Hannes Alfven (Physics)
- 1972 - George Kistiakowsky (Chemistry)
- 1973 - Theodosius Grigorevich Dobzhansky (Life Science)
- 1974 - Nikolai Nikolaevich Bogoliubov (Physics)
- 1975 - John Bardeen (Physics)
- 1976 - Mahlon Hoagland (Life Science)
- 1977 - Cyril Manton Harris (Engineering)
- 1978 - Elias James Corey (Chemistry)
- 1979 - G. Evelyn Hutchinson (Life Science)
- 1980 - Avram Goldstein (Life Science) en Lyman Spitzer, Jr. (Physics)

### Van 1981 tot 1990
- 1981 - Stephen Hawking (Physics)
- 1982 - César Milstein (Life Science) en Kenneth Wilson (Physics)
- 1984 - Verner Suomi (Engineering)
- 1985 - George Claude Pimentel (Physics)
- 1986 - Benoît Mandelbrot (Physics)
- 1987 - Stanley Cohen (Life Science)
- 1988 - Donald Knuth (Computer and Cognitive Science)
- 1990 - Hugh Huxley (Life Science), David Turnbull (Physics), Paul C. Lauterbur (Physics, Bower Award and Prize for Achievement in Science) en James Edward Burke (Bower Award for Business Leadership)

### Van 1991 tot 1997
- 1991 - Solomon Halbert Snyder (Life Science, Bower Award and Prize for Achievement in Science) en David Todd Kearns (Bower Award for Business Leadership)
- 1992 - Frederick Reines (Physics), Denis Parsons Burkitt (Life Science, Bower Award and Prize for Achievement in Science) en Arnold O. Beckman (Bower Award for Business Leadership)
- 1993 - Isabella L. Karle (Physics, Bower Award and Prize for Achievement in Science) en Robert W. Galvin (Bower Award for Business Leadership)
- 1994 - Chen Ning Yang (Physics, Bower Award and Prize for Achievement in Science)
- 1995 - Gerard 't Hooft (Physics) en Joan Ganz Cooney (Bower Award for Business Leadership)
- 1996 - Richard Smalley (Chemistry), Frederick P. Brooks (Computer and Cognitive Science, Bower Award and Prize for Achievement in Science) en David Packard (Bower Award for Business Leadership)
- 1997 - Mario Capecchi (Life Science), Ralph L. Brinster (Life Science, Bower Award and Prize for Achievement in Science) en George B. Rathmann (Bower Award for Business Leadership)